# Haus Adler Bassersdorf

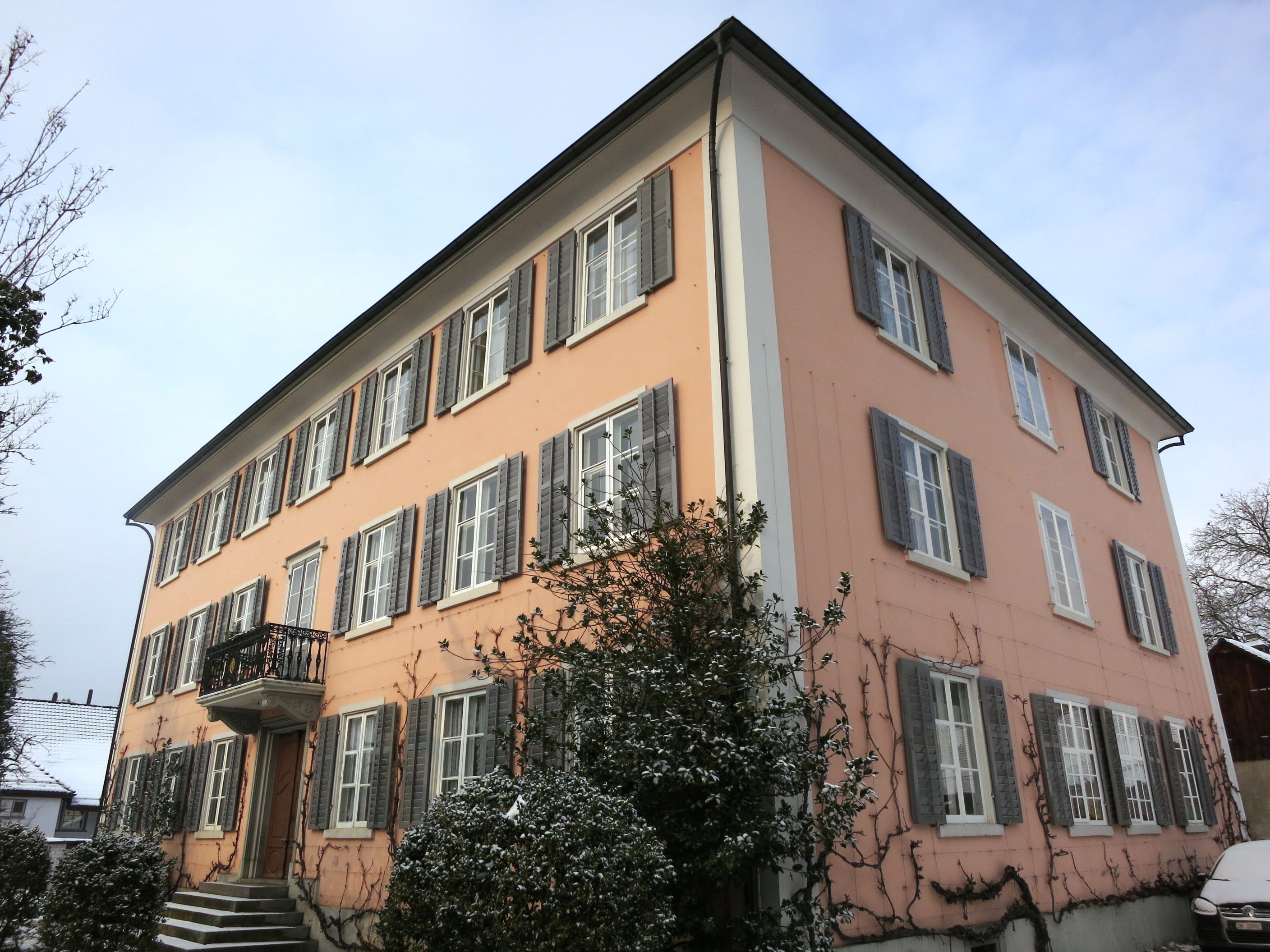
Haus «zum Adler» in Bassersdorf

Das Haus «zum Adler» in Bassersdorf ist ein denkmalgeschütztes ehemaliges Gasthaus (heute Wohnhaus), dessen Geschichte eng mit der lokalen Wirtschafts- und Verkehrsgeschichte verbunden ist.

## Historischer Kontext
Die Wirkung der Reformation auf die Denkweise der Behörden zeigte sich u. a. darin, dass die Zahl der Gasthäuser streng reguliert war. In einem Schreiben der Zürcher Regierung an den Landvogt von Kyburg vom 25. Februar 1583 sind in der Grafschaft Kyburg (u. a.) zu Nuerenstorff zu Wallisellen und zu Basserstorff an jedem Orth eine (Gastwirtschaft). Solche Schreiben und Register sind eine wichtige Quelle zur Geschichte des Hauses zum Adler. Bis 1623 ist in Bassersdorf nur vom «Wirtshuss» oder vom Wirt die Rede, während danach vom «Underwirt» und dem «Oberwirt» berichtet wird. Diese standen offensichtlich im Wettbewerb zueinander. Mindestens ab dem 16. Jahrhundert durften Untervögte nicht zugleich wirten. Nun gehörten in jener Epoche besonders Tavernenwirte zur gehobenen Schicht der Dorfschaften und kamen mindestens lokal zu Amt und Würde. Um dem Gesetz Rechnung zu tragen, halfen sich die Männer so, dass sie für die Zeit ihrer Amtswürde die Wirtschaft entweder in Lehen gaben (d. h. verpachteten) oder einem Familienangehörigen zu Bewirtschaftung überliessen. Tavernenwirte waren in den Dörfern oft richtige Machthaber; begütert mussten sie ohne Zweifel auch sein.
Der Untervogt wurde jeweils aus einem Dreiervorschlag der Dorfgenossen von der Regierung gewählt und vereidigt. Sein Pflichtkreis bewegte sich zwischen dem des Notars, des Gemeindeammanns, des Friedensrichters in Geldsachen, des Strasseninspektors, des Polizeichefs usw. Kurz: Er war Regierungsstatthalter. Um 1650 umfasste der Amtsbereich des Untervogts von Bassersdorf Basserstorff, Baldenschwyl, Brüttisellen, Gehrlisberg, Birchwyl, Oberwyl, Nüeristorff, Hackob, Wallisellen, Hertzogenmülli, Der Hof Schwarzenbach, Nieder Rieden und Dietlicken.
Der Strassenverkehr war in der frühen Neuzeit ein wesentlicher Wirtschaftsfaktor für Bassersdorf (zwei Gasthöfe, Pferdestation, Reparaturwerkstätten). 1789 beschäftigten sich 18 % der Einwohner saisonal mit Baumwollspinnerei. Die klein strukturierte Landwirtschaft war krisenanfällig: Bei den Teuerungen von 1794–1796 und 1817 erhielten rund ein Viertel der Haushalte Armenunterstützung. 1840 baute der Kanton gegen den Willen der Gemeinde eine neue Landstrasse von Zürich nach Winterthur über Brüttisellen–Baltenswil statt über Bassersdorf. Es folgte eine wirtschaftliche Stagnation. Am 28. November 1840 fand in Bassersdorf auf der Adlerwiese eine liberale Volksversammlung, der Bassersdorfer Tag (in Anlehnung an den Ustertag), statt. 1866 errichteten die Gebrüder Bürkli, Zürich, in der alten Gewerbesiedlung eine Seidenzwirnerei (1880 ca. 100 Beschäftigte). 1877 erhielt Bassersdorf Anschluss an die Nationalbahnlinie Winterthur–Baden.

## Urkundliche Erwähnungen

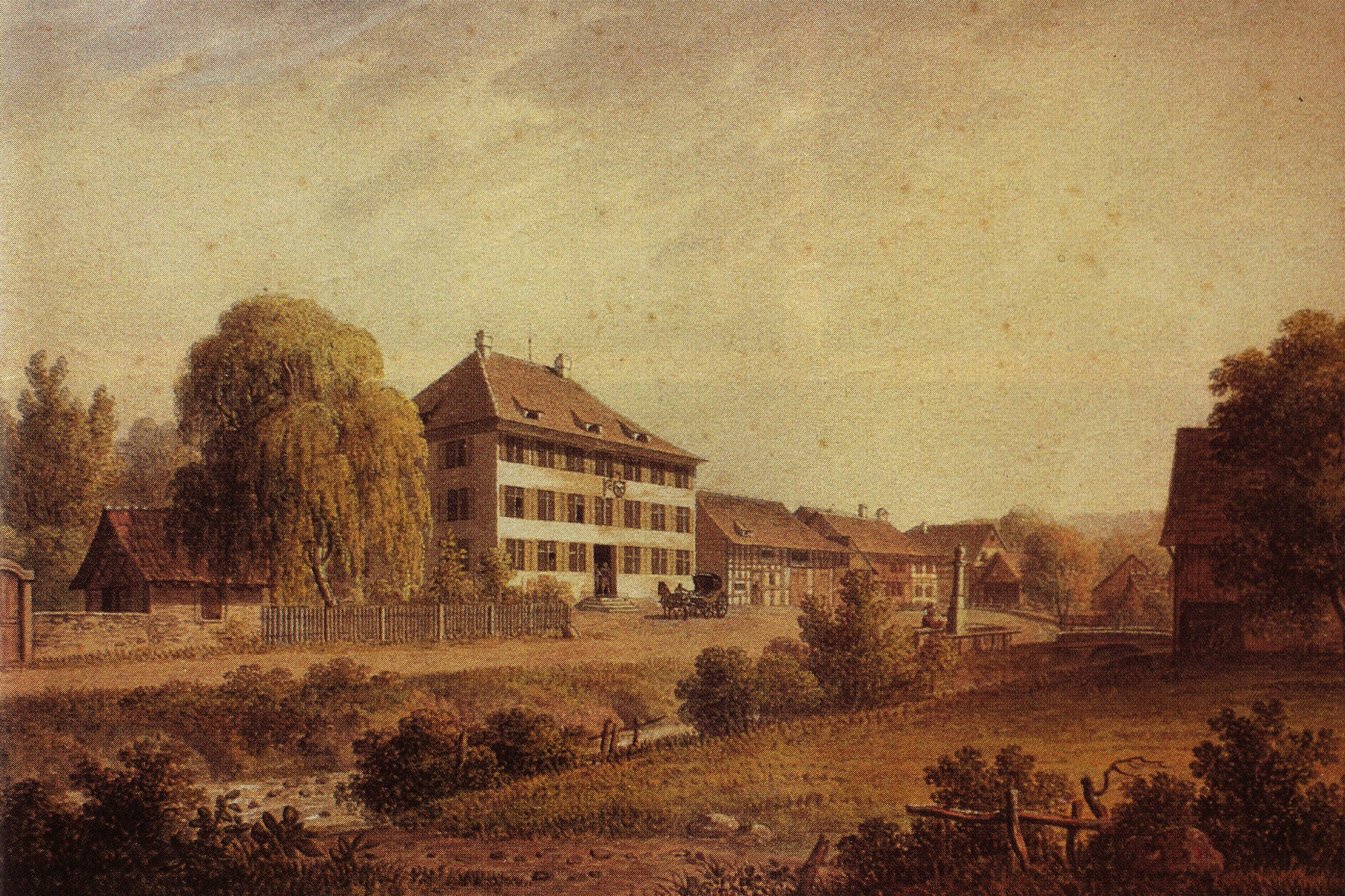
Ansicht (ca. 1850)

1624 erscheint ein Wirt in Bassersdorf als Under Wirt, womit dokumentiert ist, dass es auch einen Oberen Wirt geben musste. Dieser wird im Einwohnerrodel der Kirchgemeinde Bassersdorf dann 1637 explizit als Felix Hug, der Oberwirt, erwähnt. 1648 wird in einem Darlehensvertrag als Unterpfand die Oberwirtschafft zum Rothen Löüwen zu Basserstorff samt dazugehörige Metzgerei genannt. 1695 erscheint im Grundbuch ein neuer Name für das Obere Wirtshuss: «Zum Steinbock». 1815 gab der dannzumalige Besitzer Caspar Bleuler-Wildberger dem Gasthaus den Namen «Zum Schwarzen Adler», und seit 1849 heisst das Gasthaus – wie heute noch gebräuchlich – «zum Adler».
Das Handbuch für Reisende in der Schweiz von 1843 erwähnt den Adler und den Löwen in Bassersdorf, welche früher an Sonntagen v. Zürich und v. Winterthur aus häufig besucht wurden. Auch Gerold Mayer von Knonau schreibt 1846: Die zwei guten Wirtshäuser Adler und Löwe wurden früher aus Zürich und Winterthur bei Schlittenfahrten häufig besucht, allein die Verlegung der grossen Hauptstrass in der Gegend von Tagelschwangen und Brüttisellen ist ihnen sehr nachteilig geworden.

## Besitzerfamilien
Das Haus «zum Adler» hat – insbesondere in den ersten Jahrhunderten – eine äusserst wechselvolle Besitzergeschichte. Diese spiegelt auch die lokale Wirtschafts- und Verkehrsgeschichte.
- 1634 erscheint im Einwohnerrodel der Kirchgemeinde Bassersdorf Felix Hug als Oberwirt.
- 1642–1646 erscheint Hannss (oder Hg.) Wegmann als Nüwe Wirt. Er hat die Wirtschaft wohl aus einem Uffahl (= Konkurs) von seinem Bruder Uoli Wegmann übernommen.
- 1646 erscheint ein neuer Wirt: Heinrich Poli. Er gibt der bis dato namenlosen Wirtschaft – die jetzt auch eine Metzgerei hat – den Namen «Zum Rothen Löüwen». Dieser Name stammt vom Under Wirt und wird offenbar auf das Konkurrenzunternehmen, den Ober Wirt übertragen.
- 1649 ist der Metzger Hannss Caspar Hottinger der Besitzer. Ein Schuldbrief auf den Löuwen-Metzger Hottinger zu Gunsten des Alt-Stadtschryber und derzyten Landvogt  Heinrich Waser der Landvogtey Kyburg lässt enge Kontakte zwischen und zu den Stadtzürcher Familien Hottinger und Waser vermuten.
- 1662 gilt Heinrich Städeli als Oberwirt
- 1671–1694 ist die Wirtschaft im Besitz der Familie Steiner. Hauptmann Abraham Steiner erscheint 1671 im Einwohnerrodel der Kirchgemeinde Bassersdorf mit seinen Kindern Abraham (* 1650), Elisabeth (* 1657) und Thomass (* 1660). Hauptmann Abraham Steiner ist Untervogt und darf deshalb nicht wirten. Sein Sohn Abraham, später der Sohn Thomass, führt die Wirtschaft. 1688 kauft Thomass Steiner auf Befehl und mit Einverständnis des Landvogtes Holzhab auf Kyburg die südwestlich angrenzende Liegenschaft (später: Wirtschaft zum Freihof) mit Badstubengerechtigkeit. 1694 errichtet Quartierleutnant Abraham Steiner, Untervogt und Oberwirt, eine Hypothek mit 3000 Gulden zugunsten von Hrn. Caspar Lavater, des Regiments der löbl. Stadt Zürich. – Die Steiners waren wohl eine sehr angesehene Familie im Dorf. Mitten in der reformierten Kirche Bassersdorf befand sich früher eine Grabplatte mit der Inschrift Herr Abraham Steiner, Undervogt.[9][10]

Die grosse Summe des 1694 aufgenommenen Darlehens berechtigt zur Annahme, dass das Wirtshaus – in der noch heute bestehenden Struktur und Form – neu aufgebaut wurde.
- 1695 erscheint – just im Zusammenhang mit dem Verkauf der Liegenschaft an Hans Jörgen Thummyssen, Kantengiesser, Zürich – ein neuer Name für das Gasthaus auf: «Zum Steinbock». Thummyssen hat die Wirtschaft wohl kaum selber geführt. Er verkauft sie
- 1711 an Christian Thurrisch aus Graubünden. Die Schreibweise des Familiennamens verändert sich. Ein Nachkomme tritt später als Gemeindeammann Durisch in Erscheinung.
- 1743 kommt der Steinbock nach 32 Jahren im Besitz von Christian Thurrisch auf die Gant. Käufer ist Beat Werdmüller, Chorherr am Grossmünster Zürich, welcher ungesäumt an Hauptmann Salomon Esslinger[11], damals Wirt zum Storchen in Zürich, weiterverkauft.
- 1757 verkauft Salomon Esslinger an Landrichter Jacob Hürlimann.
- 1773 nach dem Tode von Jacob Hürlimann erbt seine Tochter Anna Hürlimann den Gasthof. Sie ist verlobt mit Jacob Wildberger und zahlt ihre Mutter und ihre Schwester als Miterben aus. Am 13. Dezember 1773 heiratet Anna Hürlimann (* 1754), des Oberwirts sel. Tochter, im Grossmünster zu Zürich Johann Jacob Wildberger (* 1744), neu eingekaufter Bürger zu Bassersdorf.[12] Gemeinsam mit ihrem Gatten führt sie den Steinbock über viele Jahre, offenbar mit gutem Erfolg. In einer Beschwerde über einen Fuhrmann zu Gunsten des Wirths Wildberger zu Bassersdorf auf ein Pferd gelegtes Arrest wird Wildberger wiederholt als der obere Wirth in Basserstorf genannt.[13] Jacob Wildberger stirbt 1813.[14] 1797 erhält der Gasthof den zweiten laufenden Brunnen in Bassersdorf.[15]

Um 1790 wird das Obere Wirthuss erneuert und als Poststelle, Pferdestation und Taverne betrieben. Die Jahreszahl 1789 über der barocken Eingangstüre zeugt von diesem Umbau. Zu dieser Zeit herrscht Hochbetrieb auf der Landstrasse über die Brüttener Höhe und die Steig. Sie war die einzige direkte Verbindung von Zürich nach Winterthur oder von der Ostschweiz nach der Westschweiz. Fahrgäste und Fuhrleute übernachteten im Adler. Mit Vorspannpferden aus den Adler-Stallungen wurde die steile, gefahrvolle Strecke gemeistert.
- 1815 erbt Anna Wildberger den Gasthof. Sie ist die Ehefrau des Leutnants Caspar Bleuler. Neben der Taverne, Stallungen und viel Grundbesitz gehört immer noch die Badgerechtigkeit im Nachbarhaus (Schärerhaus) zum Gasthof. Caspar Bleuler gibt dem Gasthof einen neuen Namen: Zum Schwarzen Adler.

Nach dem Bau der neuen Landstrasse über Tagelswangen–Kemptthal in den Jahren 1841 bis 1845 waren die guten Zeiten für die Bassersdorfer Tavernenwirte vorbei.
- 1849 vermacht Alt-Kantonsrat Caspar Bleuler das Gasthaus seiner Schwiegertochter Maria Bleuler-Jäggi. Die Beifügung zum Schwarzen Adler verschwindet. Fortan heisst das Gasthaus «zum Adler».
- 1852 verkauft Maria Bleuler an Gemeindeammann Heinrich Schellenberg, der zugleich Besitzer des Bären in Nürensdorf ist.
- 1869 gerät Schellenberg mit beiden Gasthäusern in Konkurs. Der Adler wird von der Bank in Zürich (später in der Schweizerischen Kreditanstalt aufgegangen) erworben und
- 1872 an die Gebrüder Bürkli, Textilfabrikanten in Zürich, verkauft. Diese haben zugleich die obere Mühle mit der Sägerei in Bassersdorf erworben. Die alte Mühle wird abgebrochen und an deren Stelle eine Seidenspinnerei (umgangssprachlich in Bassersdorf: Sidewindi) errichtet.[18]

Die Bürklis bauen in der Folge im Jahr 1872 das bisherige Gasthaus zu einem Wohnhaus um.
- 1882 übernimmt Kommandant Konrad Bürkli im Rahmen einer Realteilung mit der Seidenspinnerei den Adler.
- 1883 verkauft Konrad Bürkli an Johannes Schwarz.

Bei einem Grossbrand im Jahr 1886 brennen die Pferdestallungen an der Strasse ab und werden nicht mehr aufgebaut.
- 1900–1915: Wiederholte Handänderungen von der Erbengemeinschaft Johannes Schwarz an Hans Schwarz, Höngg. Von diesem an Edmund Gams, von da an Gottlieb Staub-Syz.
- 1916 – mitten im Ersten Weltkrieg – erwirbt Rudolf Isler (1886–1942), Malermeister, den Adler. Seither ist das Haus zum Adler – jetzt in vierter Generation – im Besitz der Familie Isler.

## Die heutige Liegenschaftzum Adler
Nach dem Umbau zum Wohnhaus (1872) war der Adler beim Kauf durch Rudolf Isler im Jahr 1916 in einem schlechten baulichen Zustand. Es sei damals nicht möglich gewesen, alle Räume zu betreten, da die Böden z. T. morsch und nicht tragfähig waren. In den folgenden Jahrzehnten wurde die Liegenschaft laufend renoviert, saniert und aktuellen Bedürfnissen der Bewohner angepasst. Dem Erhalt des Gesamteindrucks des historischen Gebäudes wurde dabei viel Bedeutung beigemessen. Die heutige Liegenschaft zum Adler präsentiert sich wie folgt:
- Nebst dem Hauptgebäude – erstellt um das Jahr 1695 – umfasst die Liegenschaft ein kleineres Nebengebäude im Riegelcharakter, mehrere Ökonomiegebäude, einen Handwerksbetrieb (Malergeschäft Isler – aktuell in der 4. Generation[19]), Privatgärten und einen grossen Baumgarten mit Nuss- und Obstbäumen.
- Das Hauptgebäude hat sieben Familienwohnungen auf drei Etagen.
- Im ersten Stockwerk ist die ehemalige Wirtshaus-Struktur noch erkennbar (Gips-Stuckatur an der Decke des ehemaligen Wirtshaussaals). Einzelne Einbauschränke und Parkettböden stammen noch aus alter Zeit.
- Der grosse und auffallend tiefe Keller diente wohl früher als Weinkeller.
- Unter dem breiten Walmdach befindet sich ein zweigeschossiger Estrich, ein Meisterwerk der Zimmermannskunst.[20]

Der Erhalt und die Nutzung der historischen Liegenschaft «zum Adler» ist auch immer eine Gratwanderung zwischen Ansprüchen und Ämtern. Was ist wichtiger, die Forderung des Denkmalschutzes oder die Lärm-/Wärmeisolation? Darf man die alten Baumbestände zu Gunsten eines neuen Trottoirs fällen?